# Округ Нојбург-Шробенхаузен
Округ Нојбург-Шробенхаузен је округ у срцу немачке државе Баварске. 
Површина округа је 739,8 km². Крајем 2006. имао је 90.945 становника. Има 18 насеља, од којих је седиште управе у месту Нојбург на Дунаву. 
Округ се налази на северу Горње Баварске близу града Инголштат. Округ је настао 1972. спајањем округа Нојбург и Шробенхаузен. Кроз округ протиче река Дунав, а територију већином представљају бивше мочваре које су исушене. 